# An der Hülben
 (mai 2024).

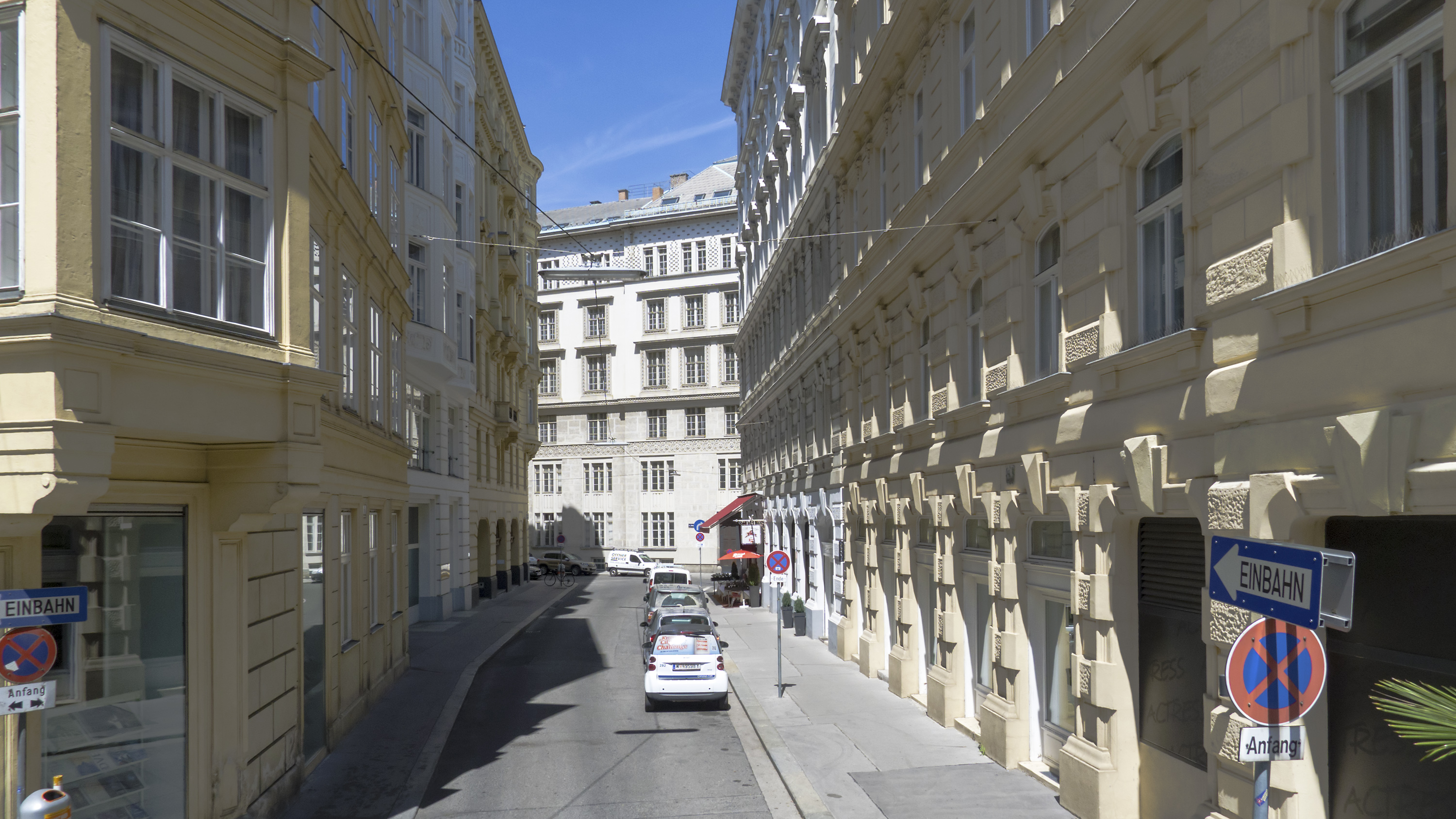
Sur Hülben en direction de Jakobergasse

An der Hülben est une rue du centre-ville de Vienne (Innere Stadt) en Autriche. 

## Situation et accès
La rue courte et calme mène de la Jakobergasse en direction du sud jusqu'à Seilerstätte. C'est une rue à sens unique. Il n'y a pas de transports en commun ici. Ses bâtiments se composent de grands immeubles d'habitation et de bureaux datant d'environ 1900. Tous les bâtiments décrits sont des bâtiments classés.

## Origine du nom
Hülben était le nom donné aux dépressions ou aux étangs remplis d'eau (également Hulben ou Hülm). 

## Historique
Au Moyen Âge, l'église Saint-Jacques auf der Hülben était située dans la zone d'un tel étang. La zone reçut également le nom d'Auf der Hülben, comme en témoigne pour la première fois un document daté du 7 juillet 1367. Dans le registre foncier, le nom peut être daté jusqu'au 1er janvier 1374. À l'origine, les actuelles Jakobergasse 1-4 et An der Hülben 1-4 et 6 formaient une ruelle qui portait des noms différents (Jacobergassel pour la première fois en 1701). Entre 1863 et 1884, après la réorganisation de la zone autour de l'ancien mur d'enceinte de la ville, l'actuelle ruelle An der Hülben a été séparée de la Jakobergasse, qui à son tour a été prolongée en ligne droite jusqu'au Stubenbastei. 
Le nom officiel An der Hülben ne fut donné que le 23 novembre 1909 d'après un ancien nom topographique.

## Bâtiments remarquables et lieux de mémoire

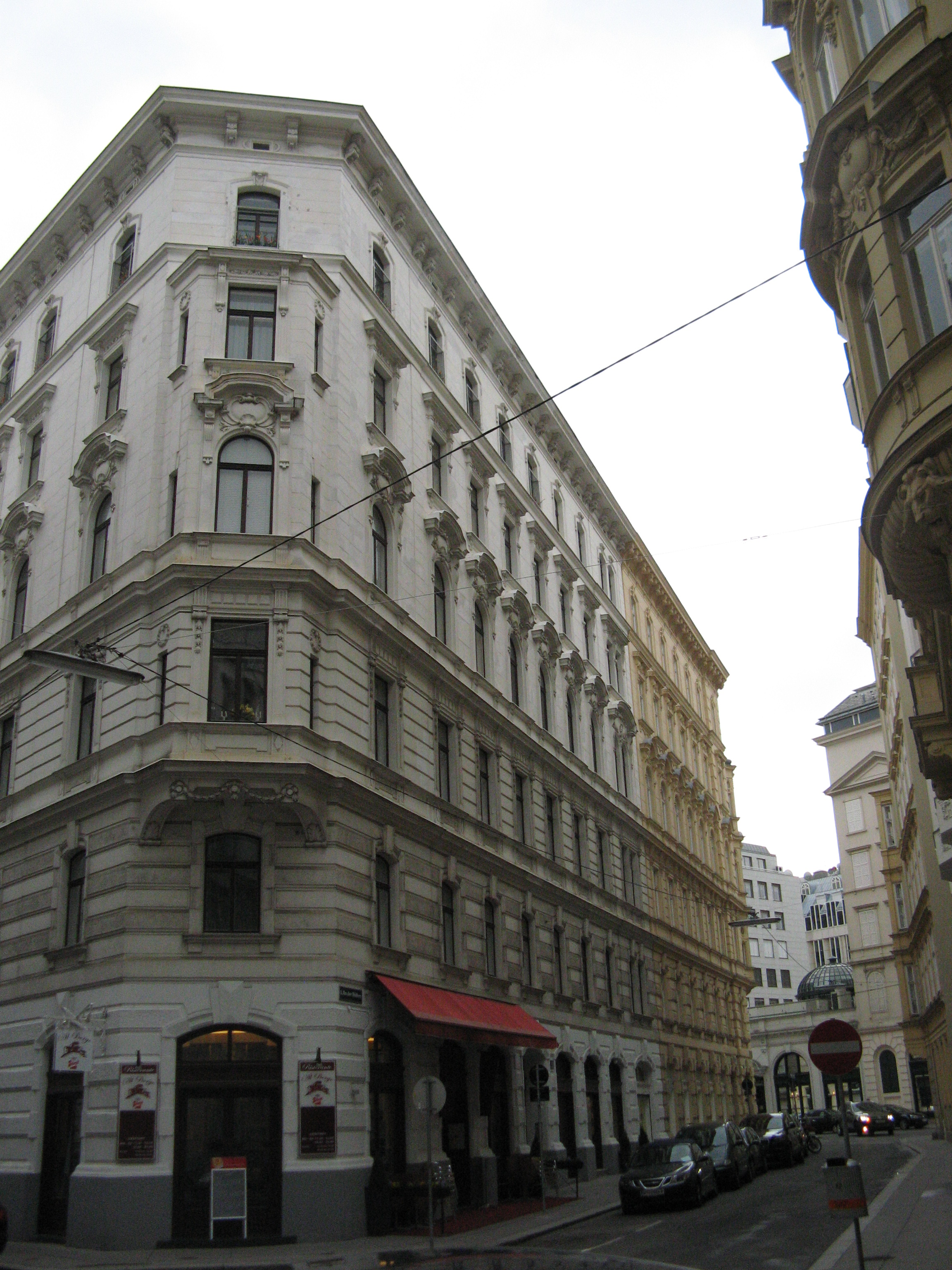
An der Hülben 1 (1909) de Carl Steinhofer.

- N°1 Bâtiment résidentiel et commercial historiciste, construit en 1909 en style néo-baroque selon les plans de Carl Steinhofer.
- N°2 Bâtiment résidentiel et commercial historiciste : de style néo-baroque, construit en 1910 selon les plans de Carl Gödrich. Son adresse principale est le 4 Jakobergasse.
- N°4 Immeuble résidentiel et commercial de style Sécession : construit en 1911 dans le style Sécession tardif selon les plans d'August Fondi.
- N°6 Bâtiment résidentiel et commercial historique, construit en 1860.